# Marcus Pedersen
Marcus Pedersen (Hamar, 8 giugno 1990) è un calciatore norvegese, attaccante del Løten.

## Caratteristiche tecniche
Pedersen è un attaccante dotato di discreto fiuto del gol e buona tecnica, in un fisico compatto, atletico e potente. È veloce e rapido d'esecuzione. Ha un tiro potente dalla distanza e, pur non essendo molto alto, è bravo nei colpi di testa. È stato paragonato dai media norvegesi a Wayne Rooney.

## Carriera

### Club
Ha iniziato la carriera professionistica nell'HamKam e ha giocato la prima partita tra gli adulti a soli quattordici anni, in amichevole. Nel 2006, il Liverpool ha ottenuto un'opzione per fargli sostenere un provino con la maglia dei Reds. Ha debuttato ufficialmente in prima squadra il 9 aprile 2007, quando è subentrato a Marius Gullerud nel successo per 5-1 sullo Skeid, con il suo club militante in 1. divisjon. Al termine della stagione, l'HamKam è stato promosso nell'Eliteserien. Pedersen ha potuto così esordire nella massima divisione norvegese il 9 luglio 2008, sostituendo Roman Kienast: è stato lui a segnare, nella stessa partita, il gol che ha permesso il successo per 2-1 sul Rosenborg. La sua stagione è stata però costellata da tanti piccoli infortuni che gli hanno impedito di calcare i campi con regolarità.
Ad inizio 2009, ha lasciato l'HamKam (appena retrocesso) per approdare a parametro zero allo Strømsgodset. Il primo incontro con la nuova maglia lo ha giocato il 15 marzo 2009, venendo schierato titolare nel pareggio per 3-3 contro lo Start: due delle reti del Godset sono state messe a segno proprio da Pedersen. Il 2 giugno è stato autore di un'altra doppietta, che ha consentito allo Strømsgodset di imporsi per 2-1 sul Brann. Questa marcatura ha consentito a Pedersen di arrivare a 5 reti (e 3 assist) nelle prime 12 partite di campionato; ha concluso poi la stagione con 10 gol in 24 presenze. L'annata seguente è arrivata la sua esplosione definitiva. È stato infatti protagonista di una buona intesa con il compagno Jo Inge Berget e ha siglato 11 gol nelle prime 19 partite stagionali.
Nel mercato estivo del 2010, il Vitesse ha acquistato il cartellino del calciatore dallo Strømsgodset in cambio di 600.000 euro. Il calciatore ha firmato un contratto dalla durata quadriennale. Il 24 ottobre 2010 ha esordito nell'Eredivisie, subentrando a Lasse Nilsson nella sconfitta casalinga per 1-4 contro l'Utrecht: è stato proprio il norvegese a segnare il gol della bandiera per il Vitesse.
Il 22 febbraio 2012 è stato ufficializzato il passaggio di Pedersen al Vålerenga, con la formula del prestito semestrale. Il club ha ottenuto anche un'opzione per l'acquisto a titolo definitivo. Ha esordito con questa maglia in data 25 marzo, quando è stato titolare nella vittoria per 2-1 sull'Haugesund. Il 31 marzo è arrivata la prima rete, nella sconfitta per 3-2 contro la sua ex squadra dello Strømsgodset. La sera precedente alla sfida di campionato contro l'Aalesund, datata 2 luglio, ha infranto i regolamenti della squadra consumando dell'alcol. L'attaccante è stato così sospeso per la partita della settimana successiva, che avrebbe visto il Vålerenga opposto al Sandnes Ulf. Il 22 luglio, ha siglato una doppietta nel successo per 1-3 contro lo Stabæk. L'attaccante, insultato dai tifosi avversari, ha festeggiato la seconda rete mimando del sesso orale. Il giorno successivo, la federazione norvegese è stata coinvolta a questo proposito, venendo chiamata a giudicare le azioni di Pedersen. È stato quindi multato per 7.500 corone.
Il 31 agosto 2012, è passato in prestito all'Odense. Ha esordito nella Superligaen in data 2 settembre, quando è subentrato a Morten Skoubo nel pareggio casalingo per 2-2 contro il Copenaghen. Il 30 settembre ha segnato la prima rete, nella sconfitta per 1-2 contro l'Aarhus.
A fine stagione, ha fatto ritorno al Vitesse. Dopo aver giocato 3 partite in squadra e messo a segno una rete, il 21 agosto 2013 ha rinnovato il contratto che lo legava al club olandese per altre due stagioni, per poi essere ceduto in prestito agli inglesi del Barnsley. Ha esordito nella Football League Championship in data 24 agosto, sostituendo Chris O'Grady nella sconfitta per 5-2 contro il Blackburn. Il 31 agosto ha realizzato la prima rete, nel 3-1 sull'Huddersfield Town.
L'11 agosto 2014 ha fatto ufficialmente ritorno in Norvegia, per giocare nel Brann: ha firmato un contratto valido per i successivi due anni e mezzo. Ha scelto la maglia numero 19. Ha esordito con questa maglia il 17 agosto, nella vittoria per 3-1 sul Rosenborg, partita in cui ha trovato anche la via del gol. Al termine del campionato, il Brann è retrocesso nella 1. divisjon; Pedersen ha chiuso la stagione con 13 presenze e 3 reti.
Il 30 gennaio 2015, il Brann ha disputato una partita amichevole contro il Fyllingsdalen, in preparazione della nuova stagione: nel corso del primo tempo, Pedersen ha subito un infortunio che lo ha costretto ad abbandonare il campo. Gli esami hanno poi evidenziato una lesione al legamento crociato posteriore che lo avrebbe costretto ad uno stop di circa tre mesi.
Il 13 agosto 2015, lo Strømsgodset ha annunciato sul proprio sito internet d'aver ingaggiato Pedersen, che ha fatto così ritorno a Drammen firmando un contratto valido per i successivi tre anni e mezzo. Ha scelto la maglia numero 10. Il 26 settembre 2016 ha rinnovato il contratto che lo legava al club fino al 31 dicembre 2019.
Il 6 luglio 2019 ha rescisso il contratto che lo legava al club.
Il 3 giugno 2020 ha firmato un contratto con l'HamKam, valido fino al termine della stagione: ha scelto di vestire la maglia numero 11.
Il 21 gennaio 2021 ha siglato un accordo valido per il successivo anno e mezzo con i turchi dell'Ankaraspor.
L'11 agosto 2022 ha fatto ritorno all'HamKam: ha scelto la maglia numero 19.
Svincolato, il 21 febbraio 2023 è passato al Løten.

### Nazionale
Pedersen ha giocato con diverse selezioni giovanili della Norvegia. Nel mese di giugno 2009, è stato convocato per la prima volta nella Norvegia under 21. È stato convocato dal commissario tecnico Egil Olsen in vista degli impegni amichevoli della Norvegia contro Sudafrica e Zambia. L'8 gennaio ha effettuato il suo esordio, subentrando ad Alexander Søderlund nella vittoria per 0-1 contro la Nazionale sudafricana. Il 7 maggio 2013, è stato incluso nella lista provvisoria consegnata all'UEFA dal commissario tecnico Tor Ole Skullerud in vista del campionato europeo Under-21 2013. Il 22 maggio, il suo nome è comparso tra i 23 calciatori scelti per la manifestazione. La selezione norvegese ha superato la fase a gironi, per poi venire eliminata dalla Spagna under 21 in semifinale. In base al regolamento, la Norvegia ricevette la medaglia di bronzo in ex aequo con l'Olanda Under-21, altra semifinalista battuta.

## Statistiche

### Presenze e reti nei club
Statistiche aggiornate al 21 febbraio 2023.
| Stagione            | Club                | Campionato          | Campionato | Campionato | Coppe nazionali | Coppe nazionali | Coppe nazionali | Coppe continentali | Coppe continentali | Coppe continentali | Supercoppe | Supercoppe | Supercoppe | Totale | Totale |
| Stagione            | Club                | Comp                | Pres       | Reti       | Comp            | Pres            | Reti            | Comp               | Pres               | Reti               | Comp       | Pres       | Reti       | Pres   | Reti   |
| ------------------- | ------------------- | ------------------- | ---------- | ---------- | --------------- | --------------- | --------------- | ------------------ | ------------------ | ------------------ | ---------- | ---------- | ---------- | ------ | ------ |
| 2007                | HamKam              | 1D                  | 4          | 0          | CN              | 0               | 0               | -                  | -                  | -                  | -          | -          | -          | 4      | 0      |
| 2008                | HamKam              | ES                  | 5          | 1          | CN              | 1               | 0               | -                  | -                  | -                  | -          | -          | -          | 6      | 1      |
| 2009                | Strømsgodset        | ES                  | 24         | 10         | CN              | 0               | 0               | -                  | -                  | -                  | -          | -          | -          | 24     | 10     |
| gen.-lug. 2010      | Strømsgodset        | ES                  | 16         | 7          | CN              | 3               | 4               | -                  | -                  | -                  | -          | -          | -          | 19     | 11     |
| 2010-2011           | Vitesse             | ED                  | 16         | 5          | CO              | 1               | 0               | -                  | -                  | -                  | -          | -          | -          | 17     | 5      |
| 2011-feb. 2012      | Vitesse             | ED                  | 9          | 0          | CO              | 2               | 1               | -                  | -                  | -                  | -          | -          | -          | 11     | 1      |
| feb.-ago. 2012      | Vålerenga           | ES                  | 15         | 8          | CN              | 1               | 1               | -                  | -                  | -                  | -          | -          | -          | 16     | 9      |
| ago. 2012           | Vitesse             | ED                  | 0          | 0          | CO              | 0               | 0               | -                  | -                  | -                  | -          | -          | -          | 0      | 0      |
| ago. 2012-2013      | Odense              | SL                  | 24         | 7          | CD              | 2               | 2               | -                  | -                  | -                  | -          | -          | -          | 26     | 9      |
| lug.-ago. 2013      | Vitesse             | ED                  | 2          | 1          | CO              | -               | -               | UEL                | 1                  | 0                  | -          | -          | -          | 3      | 1      |
| Totale Vitesse      | Totale Vitesse      | Totale Vitesse      | 27         | 6          |                 | 3               | 1               |                    | 1                  | 0                  |            | -          | -          | 31     | 7      |
| ago. 2013-2014      | Barnsley            | FLC                 | 18         | 2          | FACup+CdL       | 1+1             | 0               | -                  | -                  | -                  | -          | -          | -          | 20     | 2      |
| ago.-dic. 2014      | Brann               | ES                  | 10+2       | 3+0        | CN              | 1               | 0               | -                  | -                  | -                  | -          | -          | -          | 13     | 3      |
| gen.-ago. 2015      | Brann               | 1D                  | 9          | 3          | CN              | 1               | 1               | -                  | -                  | -                  | -          | -          | -          | 10     | 4      |
| Totale Brann        | Totale Brann        | Totale Brann        | 19+2       | 6+0        |                 | 2               | 1               |                    | -                  | -                  |            | -          | -          | 22     | 7      |
| ago.-dic. 2015      | Strømsgodset        | ES                  | 10         | 11         | CN              | -               | -               | UEL                | -                  | -                  | -          | -          | -          | 10     | 11     |
| 2016                | Strømsgodset        | ES                  | 19         | 8          | CN              | 4               | 3               | UEL                | 2                  | 1                  | -          | -          | -          | 25     | 12     |
| 2017                | Strømsgodset        | ES                  | 26         | 9          | CN              | 3               | 1               | -                  | -                  | -                  | -          | -          | -          | 29     | 10     |
| 2018                | Strømsgodset        | ES                  | 23         | 14         | CN              | 2               | 0               | -                  | -                  | -                  | -          | -          | -          | 25     | 14     |
| gen.-lug. 2019      | Strømsgodset        | ES                  | 4          | 1          | CN              | 0               | 0               | -                  | -                  | -                  | -          | -          | -          | 4      | 1      |
| Totale Strømsgodset | Totale Strømsgodset | Totale Strømsgodset | 122        | 60         |                 | 12              | 8               |                    | -                  | -                  |            | -          | -          | 134    | 68     |
| 2020                | HamKam              | 1D                  | 21         | 10         | -               | -               | -               | -                  | -                  | -                  | -          | -          | -          | 21     | 10     |
| gen.-giu. 2021      | Ankaraspor          | 1L                  | 13         | 8          | CT              | -               | -               | -                  | -                  | -                  | -          | -          | -          | 13     | 8      |
| ago.-nov. 2021      | Tuzlaspor           | 1L                  | 8          | 0          | CT              | 0               | 0               | -                  | -                  | -                  | -          | -          | -          | 8      | 0      |
| ago.-dic. 2022      | HamKam              | ES                  | 10         | 0          | CN              | 0               | 0               | -                  | -                  | -                  | -          | -          | -          | 10     | 0      |
| Totale HamKam       | Totale HamKam       | Totale HamKam       | 40         | 11         |                 | 1               | 0               |                    | -                  | -                  |            | -          | -          | 41     | 11     |
| 2023                | Løten               | 4D                  | 0          | 0          | CN              | 0               | 0               | -                  | -                  | -                  | -          | -          | -          | 0      | 0      |
| Totale              | Totale              | Totale              | 285+2      | 108+0      |                 | 23              | 13              |                    | 3                  | 1                  |            | -          | -          | 313    | 122    |

### Cronologia presenze e reti in Nazionale
| Cronologia completa delle presenze e delle reti in nazionale ― Norvegia | Cronologia completa delle presenze e delle reti in nazionale ― Norvegia | Cronologia completa delle presenze e delle reti in nazionale ― Norvegia | Cronologia completa delle presenze e delle reti in nazionale ― Norvegia | Cronologia completa delle presenze e delle reti in nazionale ― Norvegia | Cronologia completa delle presenze e delle reti in nazionale ― Norvegia | Cronologia completa delle presenze e delle reti in nazionale ― Norvegia | Cronologia completa delle presenze e delle reti in nazionale ― Norvegia |
| Data                                                                    | Città                                                                   | In casa                                                                 | Risultato                                                               | Ospiti                                                                  | Competizione                                                            | Reti                                                                    | Note                                                                    |
| ----------------------------------------------------------------------- | ----------------------------------------------------------------------- | ----------------------------------------------------------------------- | ----------------------------------------------------------------------- | ----------------------------------------------------------------------- | ----------------------------------------------------------------------- | ----------------------------------------------------------------------- | ----------------------------------------------------------------------- |
| 9-1-2013                                                                | Città del Capo                                                          | Sudafrica                                                               | 0 – 1                                                                   | Norvegia                                                                | Amichevole                                                              | -                                                                       |                                                                         |
| 12-1-2013                                                               | Ndola                                                                   | Zambia                                                                  | 0 – 0                                                                   | Norvegia                                                                | Amichevole                                                              | -                                                                       |                                                                         |
| 14-8-2013                                                               | Solna                                                                   | Svezia                                                                  | 4 – 2                                                                   | Norvegia                                                                | Amichevole                                                              | -                                                                       |                                                                         |
| 10-9-2013                                                               | Oslo                                                                    | Norvegia                                                                | 0 – 2                                                                   | Svizzera                                                                | Qual. Mondiali 2014                                                     | -                                                                       |                                                                         |
| 15-11-2013                                                              | Herning                                                                 | Danimarca                                                               | 2 – 1                                                                   | Norvegia                                                                | Amichevole                                                              | 1                                                                       |                                                                         |
| 19-11-2013                                                              | Molde                                                                   | Norvegia                                                                | 0 – 1                                                                   | Scozia                                                                  | Amichevole                                                              | -                                                                       |                                                                         |
| 27-8-2014                                                               | Stavanger                                                               | Norvegia                                                                | 0 – 0                                                                   | Emirati Arabi Uniti                                                     | Amichevole                                                              | -                                                                       |                                                                         |
| 12-11-2015                                                              | Oslo                                                                    | Norvegia                                                                | 0 – 1                                                                   | Ungheria                                                                | Qual. Euro 2016                                                         | -                                                                       |                                                                         |
| 15-11-2015                                                              | Budapest                                                                | Ungheria                                                                | 2 – 1                                                                   | Norvegia                                                                | Qual. Euro 2016                                                         | -                                                                       |                                                                         |
| Totale                                                                  |                                                                         | Presenze                                                                | 9                                                                       |                                                                         | Reti                                                                    | 1                                                                       |                                                                         |